# Новгород-Северский уезд

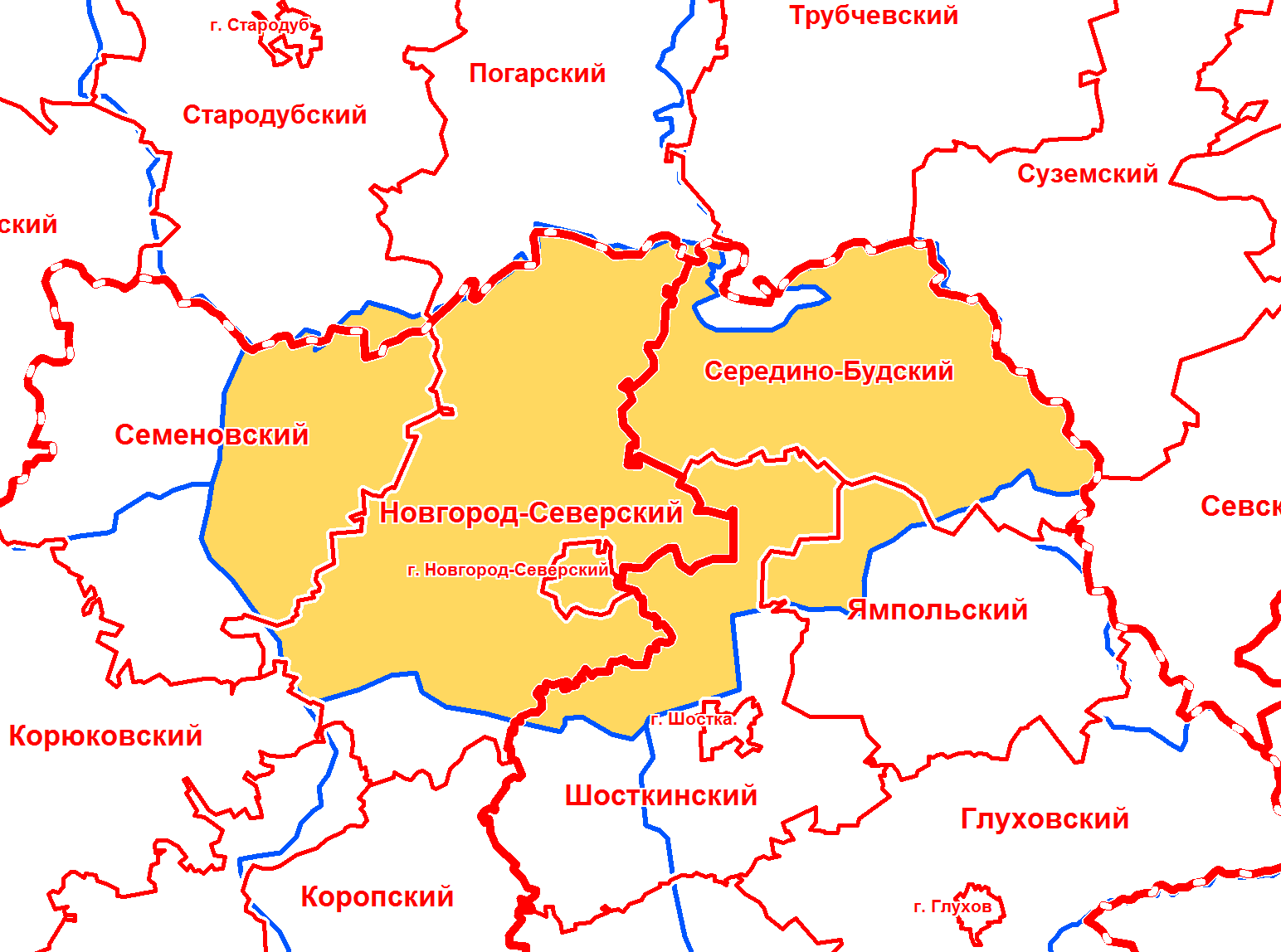
Новгород-Северский уезд в современной сетке районов

Новгород-Северский уезд — административно-территориальная единица в составе Черниговской губернии Российской империи, существовавшая в 1781—1923 годы. Уездный город — Новгород-Северский.

## География
Уезд располагался в восточной части губернии и граничил на юге — с Кролевецким и Глуховским уездом, на западе — с Новозыбковским, на севере — с Стародубским уездом Черниговской губернии, а на востоке — с Орловской губернией.

## История
Новгород-Северский уезд был сформирован в 1781 году в составе Новгород-Северского наместничества на основе территории Новгородской сотни Стародубского полка с частичным изменением её границ.
С ликвидацией наместничеств (1796), Новгород-Северский уезд вошёл в состав Малороссийской губернии. С 1802 года Новгород-Северский уезд входил в состав Черниговской губернии.
В 1923 году уезд был упразднён, на его территории образован Новгород-Северский район Глуховского округа.

## Население
По переписи 1897 года население уезда составляло 146 236 человек, в том числе в городе Новгород-Северский — 9182 жит.

### Национальный состав
Национальный состав по переписи 1897 года:
- малороссы (украинцы) — 133 230 чел. (91,1 %),
- евреи — 6444 чел. (4,4 %),
- русские — 6302 чел. (4,3 %),

## Административное деление
В 1913 году в состав уезда входило 12 волостей:
| - Гремячская — м. Гремяч, - Дмитровская — д. Дмитровка, - Ивотская — с. Ивот, - Костобобровская — с. Костобобр, - Мамекинская — с. Мамекино, - Орловская — м. Орловка, | - Протопоповская — с. Протопоповка, - Рыковская — с. Рыков, - Старожадовская — с. Старый Жадов, - Фаевская — с. Фаевка, - Хильчичанская — с. Хильчичи, - Чернацкая — с. Чернацкое. |